# Vidin
Vidin (en búlgaro: Видин) es una ciudad del noroeste de Bulgaria, capital de la provincia del mismo nombre.
Tiene alrededor de 48 000 habitantes.

## Ubicación
La ciudad tiene poco más de 58 018 habitantes. Se sitúa en la esquina noroeste de Bulgaria a 220 km de Sofía.
Está comunicada por transbordador (ferry) con Rumanía a través del río Danubio. Se ha proyectado un puente sobre el Danubio a la localidad rumana de Calafat.

## Historia
En el lugar existía un antiguo asentamiento celta conocido como Dunonia.
En el siglo III a. C., los romanos construyeron allí un fuerte, al que llamaron Bononia, en el sistema fronterizo del limes danubiano a lo largo del río Danubio y alrededor del cual se desarrolló una ciudad romana.
La ciudad se convirtió en uno de los centros importantes de la provincia de Alta Moesia, que abarca el territorio de la actual Bulgaria noroccidental y Serbia oriental.
Vidin fue un importante bastión en la Edad Media.

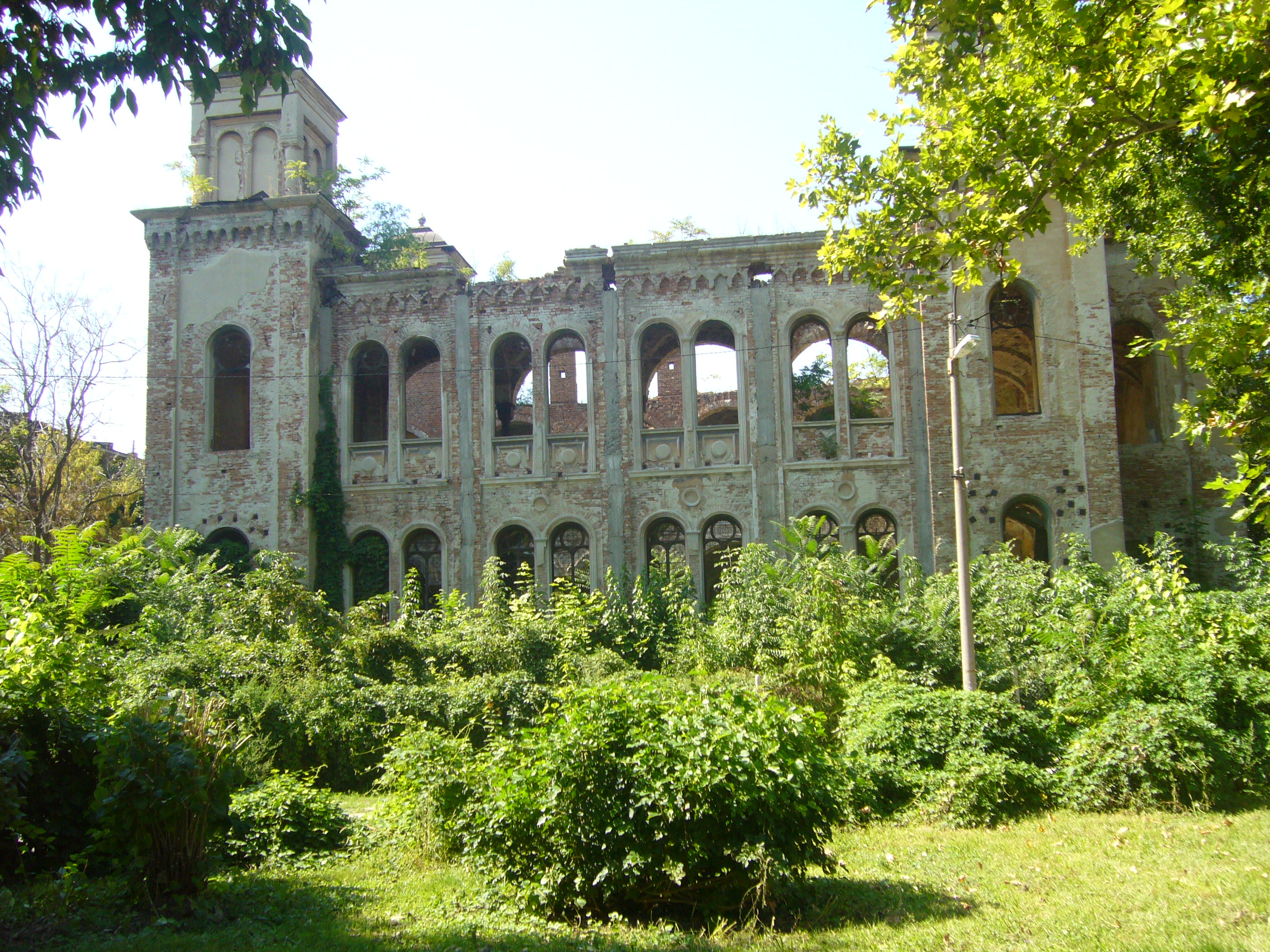
Ruinas de una sinagoga en Vidin

Destaca por la fortaleza Baba Vida en la orilla del río Danubio y la sinagoga cercana a este mismo sitio.
Cerca de Vidin se encuentran las rocas de Belogradchik y la cueva de Magura.